# 白舌飞蓬
白舌飞蓬（学名：Erigeron leucoglossus）为菊科飞蓬属的植物，是中国的特有植物。分布于中国大陆的湖南、广西、贵州、四川及西藏等地。常见于海拔1200—3500的中山和亚高山开旷山坡，草地或林缘。外形及植株的高低多变异，叶形及毛茸也常有变化。目前尚未由人工引种栽培。